# Talent 2008
Talent 2008 var første sæson af talentkonkurrencen Talent Danmark, som blev vist på DR1 hver fredag kl. 20.00 mellem 15. august og 24. oktober 2008.
Finalen blev vundet af "Robotdrengene".

## Statistik
| Artist            | Dommen |
| ----------------- | ------ |
| Robotdrengene     | INDE   |
| Alex              | INDE   |
| Gustav            | UDE    |
| Sara Sofia        | UDE    |
| Christian og Emil | UDE    |
| Flaskedrengene    | UDE    |
| Lise              | UDE    |
| Hannibal          | UDE    |

| Artist                  | Dommen |
| ----------------------- | ------ |
| Nicklas                 | INDE   |
| Ragnar                  | INDE   |
| Trio Kaya, Igor og Anna | UDE    |
| Miss OTB                | UDE    |
| Abominabel              | UDE    |
| Baltzer-brødrene        | UDE    |
| Skipping Team           | UDE    |
| Edward                  | UDE    |

| Artist               | Dommen |
| -------------------- | ------ |
| Maya                 | INDE   |
| Merrylu              | INDE   |
| Kasper               | UDE    |
| Lasse                | UDE    |
| Ronny & Sonny Ronson | UDE    |
| Jonathan             | UDE    |
| Mikkel               | UDE    |
| Gentofte Gospelkor   | UDE    |

| Artist          | Dommen |
| --------------- | ------ |
| Ground Elements | INDE   |
| Matoni Band     | INDE   |
| Thomas          | UDE    |
| Sune            | UDE    |
| Morten          | UDE    |
| Sia             | UDE    |
| Louise          | UDE    |
| Nikolaj         | UDE    |

Efter finalen var resutatet dette: Ragnar fik 3. pladsen, Nicklas fik 2. pladsen, og Robotdrengene vandt.
Finalen
| Artist           | Dommen   |
| ---------------- | -------- |
| Robotdrengene    | VINDER   |
| Nicklas the Nerd | 2. plads |
| Ragnar           | 3. plads |
| Maya             | UDE      |
| Ground Elements  | UDE      |
| Merrylu          | UDE      |
| Matoni band      | UDE      |
| Alex             | UDE      |

Finalen
- Flest stemmer – Vinderen
- Næst flest stemmer – 2. plads
- 3. flest stemmer – 3. plads.

Semifinalerne
- INDE automatisk videre til finalen.
- Næst flest stemmer – dommerne skal afgøre hvem der skal videre til finalen.
- UDE betyder at artisten/gruppen blev sendt hjem.

## Dommertrioen
Ligesom i X Factor, var der tre dommere. De tre dommere (som sammen med Danmarks befolkning bestemte hvilke artister skulle have en plads i næste runde) var Martin Hall, Julie Steincke og Peter Aalbæk Jensen.